# 時計野はり
時計野 はり（とけいの はり、1979年2月21日 - ）は、日本の漫画家。女性。千葉県出身。血液型はB型。姉が2人いる。
白泉社の漫画雑誌『LaLa』、『LaLa DX』で主に作品を発表している。代表作は『お兄ちゃんと一緒』、『学園ベビーシッターズ』。

## 略歴
- 2001年 - 「キミはボクのサボテン」で第111回ララまんが家スカウトコースのベストルーキー賞を受賞。「キラキラ星の穴」で第27回ララまんがグランプリのフレッシュデビュー賞を受賞。『LaLa DX』2002年1月号に掲載の「サンタのいる街」でデビュー。
- 2003年 - 『LaLa』で『お兄ちゃんと一緒』の連載を開始。同作品で、第28回白泉社アテナ新人大賞デビュー優秀者賞を受賞。

## 作品リスト
- 『お兄ちゃんと一緒』白泉社〈花とゆめコミックス〉全11巻（『ザLaLaメロディ』、『LaLa』2003年 - 2009年）
- 『ひたいに三日月』白泉社〈花とゆめコミックス〉、2007年3月5日発売[2]、ISBN 978-4-592-17843-9（『LaLaスペシャル』、『LaLa DX』2005年 - 2006年）
- 『逆転ハニー』白泉社〈花とゆめコミックス〉既刊1巻（『LaLaスペシャル』、『LaLa DX』2008年 - ）
- 『学園ベビーシッターズ』白泉社〈花とゆめコミックス〉既刊26巻（『LaLa』2009年[3] - 連載中）

## 関連人物
林みかせ
『LaLa』で同期デビュー。
緑川ゆき
時計野は緑川の原稿を手伝った経験がある。